# Смизька селищна рада
Сми́зька се́лищна ра́да — орган місцевого самоврядування в Дубенському районі Рівненської області. Адміністративний центр — селище міського типу Смига. 26 квітня 2016 року шляхом об'єднання Смизької селищної ради, Берегівської і Шепетинської сільських рад Дубенського району утворена Смизька селищна громада.

## Загальні відомості
- Смизька селищна рада утворена в 1980 році.
- Населення ради: 8035 осіб (Станом на 01 січня 2017 року).

## Населені пункти
Селищній раді підпорядковані 14 населених пункти:
- селище Смига
- села Берег, Буща, Голуби, Комарівка, Мартинівка, Миньківці, Нова Миколаївка, Онишківці, Сапанівчик, Стара Миколаївка, Студянка, Тур'я та Шепетин.

## Склад ради
Рада складається з 26 депутатів та голови.
- Голова ради: Пахалюк Микола Сергійович
- Секретар ради: Мазурок Вікторія Ростиславівна

### Керівний склад попередніх скликань
| Прізвище, ім'я, по батькові | Основні відомості                                                | Дата обрання | Дата звільнення |
| --------------------------- | ---------------------------------------------------------------- | ------------ | --------------- |
| Шандрук Микола Тихонович    | Селищний голова, 1960 року народження, освіта вища, безпартійний | 26.03.2006   | 31.10.2010      |
| Шандрук Микола Тихонович    | Селищний голова, 1960 року народження, освіта вища, безпартійний | 31.10.2010   |                 |

Примітка: таблиця складена за даними сайту Верховної Ради України

### Депутати
За результатами місцевих виборів 2010 року депутатами ради стали:

#### За суб'єктами висування
| Суб'єкт висування | Кількість обраних депутатів | %  |
| ----------------- | --------------------------- | -- |
| Самовисування     | 18                          | 90 |
| Народна партія    | 2                           | 10 |

#### За округами
| № округу       | Прізвище, ім'я, по батькові      | Дата визнання обраним | Освіта             | Партійна приналежність | Відомості про обраного депутата                    |
| -------------- | -------------------------------- | --------------------- | ------------------ | ---------------------- | -------------------------------------------------- |
| Народна Партія |                                  |                       |                    |                        |                                                    |
| 4              | Клєк Роман Анатолійович          | 02.11.2010            | вища               | член Народної партії   | Смизьке лісництво, лісничий                        |
| 7              | Дженджелюк Зоя Валентинівна      | 02.11.2010            | вища               | член Народної партії   | ДП «Дубенський Лісгосп», бухгалтер                 |
| Самовисування  |                                  |                       |                    |                        |                                                    |
| 1              | Заєць Неля Анатоліївна           | 02.11.2010            | вища               | позапартійна           | ЗАТ «Єврошпон-Смига», інженер                      |
| 2              | Борак Сергій Анатолійович        | 02.11.2010            | вища               | позапартійний          | ЗАТ «Єврошпон-Смига», майстер                      |
| 3              | Мазурок Вікторія Ростиславівна   | 02.11.2010            | вища               | позапартійна           | Смизька селищна рада, інспектор військового обліку |
| 5              | Козаченко Володимир Анатолійович | 02.11.2010            | середня            | позапартійний          | приватний підприємець                              |
| 6              | Красіков Віктор Іванович         | 02.11.2010            | вища               | член Партії регіонів   | ПП «Ліарт», заступник директора                    |
| 8              | Солоненко Іван Романович         | 02.11.2010            | вища               | позапартійний          | ЗАТ «Єврошпон-Смига», інженер                      |
| 9              | Марчак Василь Васильович         | 02.11.2010            | середня            | позапартійний          | ТзОВ «Екобудкомфорт», директор                     |
| 10             | Загородній Павло Петрович        | 02.11.2010            | вища               | позапартійний          | тимчасово не працює                                |
| 11             | Денисюк Світлана Михайлівна      | 02.11.2010            | середня            | позапартійна           | ПП «Ліарт», верстатник                             |
| 12             | Панасюк Василь Тимофійович       | 02.11.2010            | середня            | позапартійний          | приватний підприємець                              |
| 13             | Козакевич Оксана Самойлівна      | 02.11.2010            | середня            | позапартійна           | Смизька лікарня, лікар стоматолог                  |
| 14             | Худоба Роман Васильович          | 02.11.2010            | вища               | позапартійний          | приватний підприємець                              |
| 15             | Лущан Світлана Степанівна        | 02.11.2010            | вища               | позапартійна           | Смизька загальноосвітня школа, директор            |
| 16             | Метелюк Анатолій Андрійович      | 02.11.2010            | середня спеціальна | позапартійний          | тимчасово не працює                                |
| 17             | Русак Степан Степанович          | 02.11.2010            | вища               | позапартійний          | Смизька дільнична лікарня, лікар                   |
| 18             | Польова Неля Богданівна          | 02.11.2010            | середня спеціальна | позапартійна           | Смизька селищна рада, секретар                     |
| 19             | Нечипорук Микола Тихонович       | 02.11.2010            | вища               | позапартійний          | ЗАТ «Єврошпон-Смига», заступник директора          |
| 20             | Антонюк Михайло Васильович       | 02.11.2010            | вища               | позапартійний          | ДП «Смигаторф», начальник відділу                  |